# Peprilus medius
Peprilus medius är en fiskart som först beskrevs av Peters, 1869.  Peprilus medius ingår i släktet Peprilus och familjen Stromateidae. IUCN kategoriserar arten globalt som livskraftig. Inga underarter finns listade i Catalogue of Life.